# Kreis Schaad Schaad Architekten
Kreis Schaad Schaad Architekten (KSS) ist ein 1989 gegründetes Architekturbüro in Zürich, bestehend aus Werner Kreis, Ulrich Schaad und Peter Schaad.

## Geschichte
Werner Kreis und Ulrich Schaad nahmen neben ihrer beruflichen Tätigkeit gemeinsam an Schweizer und internationalen Architektur-Wettbewerben teil. 1976 legten sie einen Wettbewerbsbeitrag für die Neuarrondierung des Bahnhofgebietes Luzern vor, der angekauft wurde. Ein Wettbewerbserfolg 1980 im Rahmen der Internationalen Bauausstellung Berlin verschaffte ihnen ihren ersten Bauauftrag, den sie von London aus bearbeiteten.
Peter Schaad kam 1983 zum Team, nachdem er den Wettbewerb für die Erweiterung des Kunstmuseums Winterthur gewonnen hatte. Der Wettbewerbsbeitrag zur Neuarrondierung des Löwenplatzes in Luzern 1981 wurde angekauft und führte zum Wettbewerb für ein neues Kulturzentrum mit dem historischen Bourbaki-Panorama und neuem Kunstmuseum 1985, den sie gewannen («Pro Arte»).

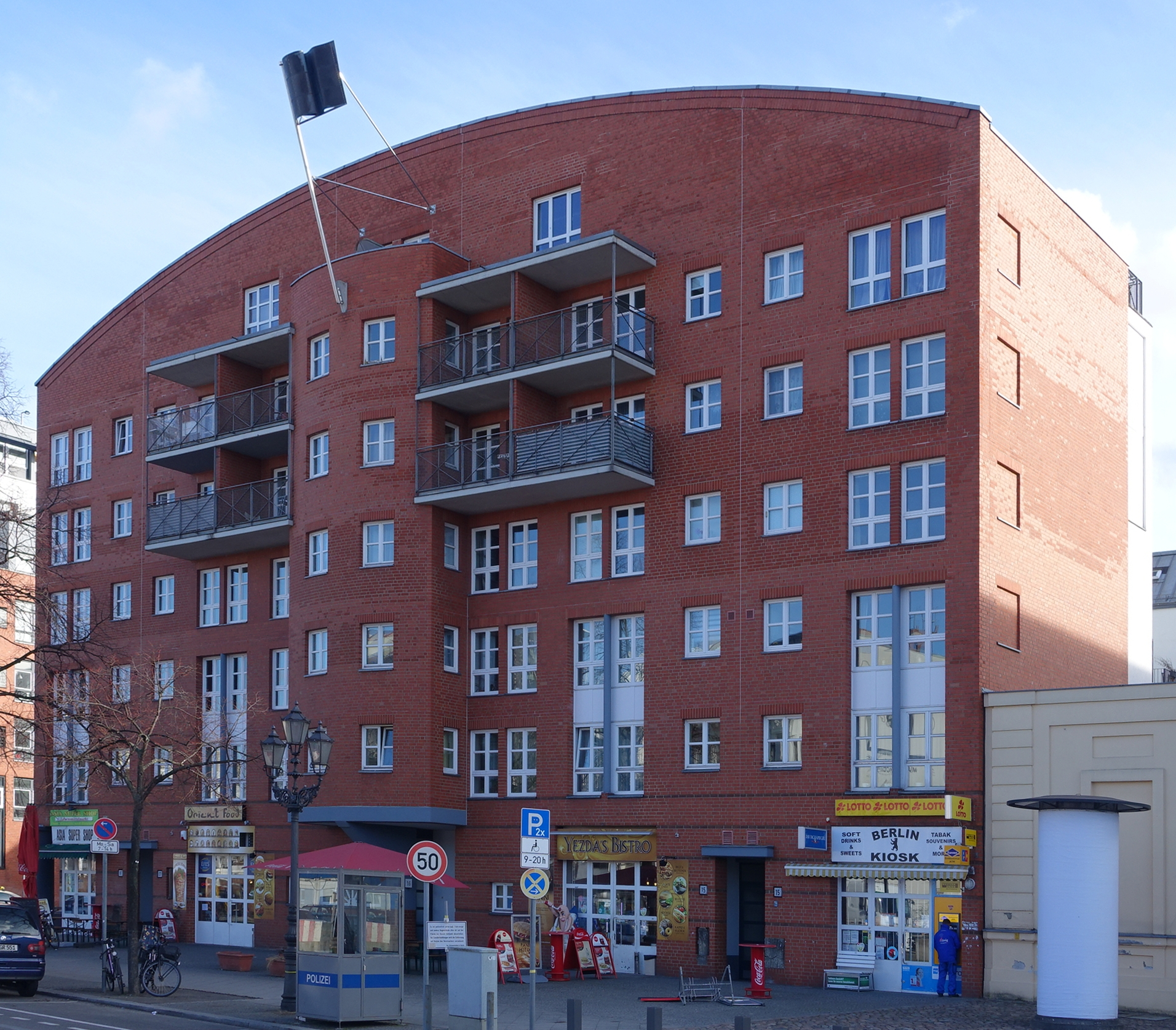
Wohnpark am Berlin-Museum, Straßenseite, IBA Berlin 1987

Im Rahmen der Internationale Bauausstellung 1987 in Berlin gestalteten die Architekten den Kopfbau des Projektes Wohnanlage Am Berlin Museum. Der städtebauliche Entwurf für das Gebiet stammte von Hans Kollhoff und Arthur Ovaska und markierte deren Karrierebeginn. Die Bauprojekte wurde an unterschiedliche Planungsbüros und Architekten vergeben. Kreis, Schaad & Schaad hatten die Aufgabe, mit ihrem Entwurf die Lücke zwischen dem Monumentalbau der Victoria-Versicherung und dem barocken Kollegienhaus zu schließen. Die Gesamtanlage ist unter der Nr. 09097792 als Kulturdenkmal in die Denkmaldatenbank des Landesdenkmalamtes Berlin eingetragen.
1989 kehrten sie zurück in die Schweiz, wo sie in Zürich das gemeinsame Architekturbüro Kreis Schaad Schaad Architekten (KSS) gründeten. Nach der Überarbeitung des Projekts «Pro Arte» wurde dieses Projekt 1993 politisch fallengelassen. Eine Ausstellung der bisherigen Arbeiten im Architekturfoyer Zürich und das Feature «Entwerfen gegen die verlorene Zeit» von Frank Werner in Archithese Nov/Dez 1988, machten die Arbeiten einem grösseren Architekturpublikum bekannt. Das durch zwei Wettbewerbe gewonnene Gewerbe/Quartierzentrum Zürich-Seebach kam 1993 erfolgreich durch die Volksabstimmung, scheitert danach aber an der Ölkrise.
Im Rahmen der weiteren Wettbewerbstätigkeit erhielt das Büro verschiedene erste Preise, unter anderem für die Überbauung Fischerhäuserberg SH (1988), ein neues Stadthaus Kreuzlingen TG (1992), die Überbauung Schwabentor SH (1994) und den wegweisenden Wohnungsbau Winterthur (1999).

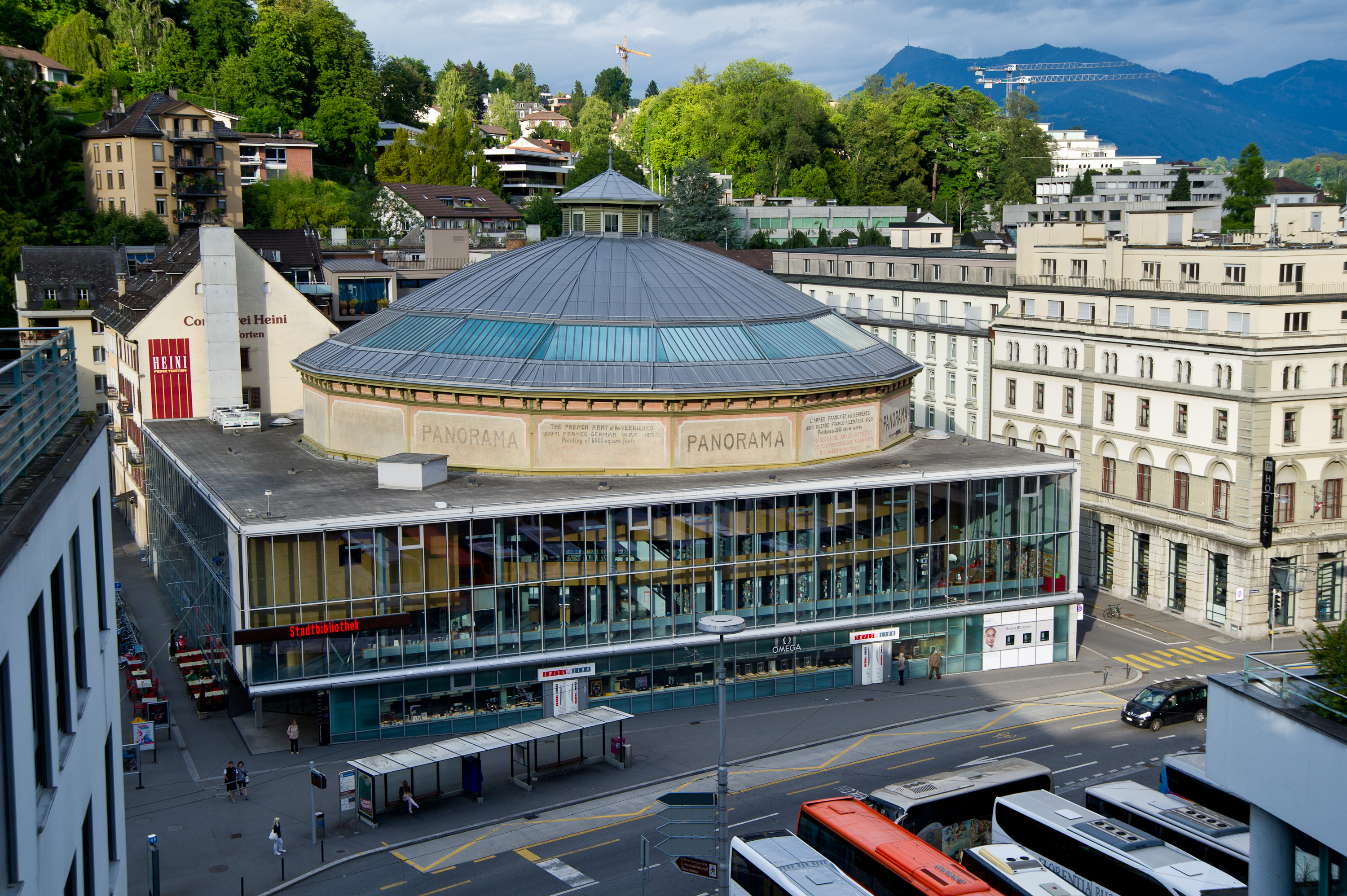
Bourbaki-Panorama / Stadtbibliothek Luzern

Im Jahr 1994 erfolgte die Beauftragung für einen Neubau am Löwenplatz Luzern für die Stadtbibliothek und Sanierung des historischen Bourbaki-Gebäudes. Dabei handelt es sich um ein von den Architekten Jacques-Elysée Goss und Theodor Gränicher im Jahr 1889 errichtetes Kulturdenkmal. Den Einladungswettbewerb hatten die Architekten noch mit einem postmodernen Entwurf gewonnen. Das Konzept wurde im weiteren Planungsverlauf jedoch angepasst.
Zu den weiteren Projekten gehören der Wohnblock Qbus Winterthur (2001), der Erweiterungsbau Schulhaus «Städtli» Eglisau (2002) und der Wohnblock «Sentimatt» in Luzern (2004). Außerdem verantwortete das Büro verschiedene Umbauten, Sanierungen und Aufstockungen von privaten Wohnhäusern im Raum Zürich.
2001 wurden sie in den Bund Schweizer Architektinnen und Architekten (BSA) aufgenommen.

## Werk

### Bauten (Auswahl)
- Wohnhaus Lindenstrasse Berlin 1985 (als Teil der IBA Berlin 1984–1987)
- Bourbaki-Panorama/Stadtbibliothek Luzern, Planung ab 1994, Eröffnung 2001
- Wohnanlage Qbus Winterthur, Planung ab 1998, Eröffnung 2001
- Schulhaus Städtli Eglisau, Planung ab 2000, Eröffnung 2002
- Wohnanlage Sentimatt Luzern, Wettbewerb 2003, Eröffnung 2005
- Umbau/Renovation Mehrfamilienhaus Zürich-Hottingen, 2002
- Geschäftshaus Neuhausen (Wettbewerb 2001, 1. Preis), Baueingabe 2003
- Gewerbe-/Wohnüberbauung Badenerstrasse Zürich, 2005 (mit Xaver Nauer, nicht ausgeführt)
- Umbau/Erweiterung Pflegeheim Saatlen Zürich, 2005
- Clubhaus für Villenquartier in Madrid, Spanien, 2008

### Wettbewerbe (Auswahl)
- Bürgerweide Bremen 1979 (1. Preis, mit Thomas Tafel)
- Piazza del Sole Bellinzona 1980/1981 (2. Preis)
- Kunsthaus Winterthur, Erweiterung, 1983 (1. Preis)
- Kunst- und Kulturzentrum Luzern 1985 (3. Preis)
- Museum Allerheiligen, Schaffhausen, 1989 (1. Preis)
- Kunstmuseum/Panorama Luzern (Pro Arte), 1990 (1. Preis)
- Quartier- und Gewerbezentrum Seebach 1990/91 (1. Preis)
- Stadthaus/Stadtsaal Kreuzlingen 1992 (1. Preis)
- Überbauung Schwabentor Schaffhausen 1994 (1. Preis)
- Überbauung Fischerhäuserberg, Schaffhausen 1994 (1. Preis)

## Auszeichnungen
- Auszeichnung Guter Bauten im Kanton Luzern 1999–2004[6]
- Auszeichnung Wegweisender Wohnungsbau in Winterthur 2001/2002[7]

## Ausstellungen
- Ausgewählte Zeichnungen, Seven Dials Gallery, London, 1981.
- Internationale Bauausstellung Berlin, 1987 (Wohnhaus an der Lindenstrasse).[8]
- «Kaserne wohin», Architekturforum Zürich, 1989.
- «Städtebauliche Projekte», Technische Universität Wien, 1990.
- «Projekte 1976-1986», Architekturforum Zürich, 1987[9]
- «Selected Projects», Carnegie-Mellon-University Pittsburgh USA, 1988.
- «Die allmähliche Verfertigung der Gedanken beim Zeichnen», Raum für Kunst/Elephanthouse, Luzern 2018.[10]